# Primera División de Costa Rica 1964
Die Saison 1964 war die 45. Spielzeit der Primera División de Costa Rica, der höchsten costa-ricanischen Fußballliga. Es nahmen neun Mannschaften teil. Saprissa gewann zum 5. Mal in der Vereinsgeschichte die Meisterschaft.

## Austragungsmodus
- Die neun teilnehmenden Mannschaften spielten in einer Doppelrunde (Hin- und Rückspiele) im Modus Jeder gegen Jeden den Meister aus.
- Es gab keinen Absteiger, da die Primera División zur Saison 1965 jedes Jahr um eine Mannschaft aufgestockt wurde.

## Endstand
| Pl.             | Verein                      | Sp. | S  | U  | N  | Tore  | Diff. | Punkte |
| --------------- | --------------------------- | --- | -- | -- | -- | ----- | ----- | ------ |
| 01              | CD Saprissa                 | 32  | 18 | 9  | 5  | 56:34 | 22    | 45     |
| 02              | Orión FC                    | 32  | 17 | 8  | 7  | 55:33 | 22    | 42     |
| 03              | LD Alajuelense              | 32  | 15 | 9  | 8  | 61:47 | 14    | 39     |
| 04              | CS Herediano                | 32  | 14 | 9  | 9  | 35:31 | 4     | 37     |
| 05              | AD Municipal Puntarenas (N) | 32  | 9  | 12 | 11 | 46:49 | −3    | 30     |
| 06              | CS Uruguay de Coronado (M)  | 32  | 11 | 8  | 13 | 48:51 | −3    | 30     |
| 07              | CS Cartaginés               | 32  | 8  | 11 | 13 | 34:39 | −5    | 27     |
| 08              | Nicolás Marín (N)           | 32  | 9  | 6  | 17 | 39:56 | −17   | 24     |
| 09              | AD Limonense (N)            | 32  | 4  | 6  | 22 | 27:61 | −34   | 14     |
| Stand: Endstand |                             |     |    |    |    |       |       |        |